# Войл, Майк
Майкл Джон Войл (англ. Michael John Voyle, родился 3 января 1970 года) — валлийский регбист, игравший на позиции лока (замка). В настоящее время — риэлтор.

## Биография
Будучи регбистом, Войл играл в нападении во второй линии, на позиции замка (лока). Он известен по играм за валлийские клубы «Ньюбридж», «Эббу-Вейл», «Лланелли», «Ньюпорт», «Кардифф» и «Ньюпорт Гвент Дрэгонс». В его активе 22 тест-матча за сборную Уэльса и выступление на домашнем чемпионате мира 1999 года, где его сборная нанесла сенсационное поражение действовавшим чемпионам — сборной ЮАР — в первом матче на стадионе «Миллениум» со счётом 29:19.
После завершения игровой карьеры уехал в Новую Зеландию, где поселился с женой Одрой, уроженкой Новой Зеландии, и двумя детьми. Проживает в Капити-Кост (около 50 минут на машине до Веллингтона), работает риэлтором и помогает тренировать детей в колледже Капити. Ежегодно на каникулы к семье Майка приезжает его мать.